# Jean Cipollina
Giovanni Battista Liberio Angelo Cipollina (conocido como Jean Cipollina; Génova, 20 de junio de 1903-Génova, 3 de mayo de 1981) fue un deportista italiano que compitió en remo. Ganó una medalla de plata en el Campeonato Europeo de Remo de 1926, en la prueba de dos sin timonel.

## Palmarés internacional
| Campeonato Europeo | Campeonato Europeo | Campeonato Europeo | Campeonato Europeo |
| Año                | Lugar              | Medalla            | Prueba             |
| ------------------ | ------------------ | ------------------ | ------------------ |
| 1926               | Lucerna (Suiza)    | Medalla de plata   | Dos sin timonel    |